# Conjuntiva
La conjuntiva es una membrana mucosa transparente que tapiza el globo ocular en su parte anterior, desde el limbo hasta los fondos de saco conjuntivales, cubre por lo tanto la esclerótica y se le conoce como conjuntiva bulbar, y también cubre la superficie posterior de los párpados y se le conoce como conjuntiva palpebral. Ayuda a lubricar el globo ocular, produciendo mucosidad y lágrimas, aunque estas en una cantidad menor que las glándulas lagrimales.
Se pueden diferenciar las siguientes partes:
- Conjuntiva bulbar, que recubre la esclerótica.
- Conjuntiva parpebral, que recubre la parte posterior del párpado.
- Conjuntiva fornical o fórnix: Conecta la conjuntiva bulbar y palpebral.

En la zona del canto interno es posible reconocer dos formaciones en la conjuntiva, la carúncula y el pliegue semilunar.
Debido a su exposición a agentes externos es especialmente susceptible a traumas, infecciones y reacciones alérgicas, pudiendo inflamarse y dar lugar a la conjuntivitis.

## Relevancia Clínica
La conjuntiva puede verse afectada por diversas patologías, como la conjuntivitis, síndrome de ojo seco y tumores conjuntivales, como papiloma y melanoma conjuntivales.

### Conjuntivitis
La conjuntivitis, inflamación de la conjuntiva del ojo, puede ser de origen infeccioso o alérgico.
- Conjuntivitis viral: Causada principalmente por Adenovirus, VHS y VVZ. Mayormente autolimitada.[8]
- Conjuntivitis bacteriana: Generalmente, requieren de antibióticos, ya sea tópicos o sistémicos. [8] Puede ser de 3 tipos:
  - Conjuntivitis bacteriana aguda: S. pneumoniae y H. influenzae en niños, S. aureus en adultos.
  - Conjuntivitis gonocócica: Neisseria gonorrhoeae
  - Tracoma: Chlamydia trachomatis serotipos A-C
- Conjuntivitis alérgica: Reacción de hipersensibilidad tipo I (Mediada por IgE)[8][9]